# Барбер, Келси-Ли
Келси-Ли Барбер (англ. Kelsey-Lee Barber, в девичестве — Робертс; род. 20 сентября 1991 или 21 сентября 1991, Ист-Лондон, Восточно-Капская провинция) — австралийская метательница копья, бронзовый призёр Олимпийских игр 2020 в Токио, чемпионка мира 2019 и 2022 годов, чемпионка Игр Содружества 2022 года. Двукратная чемпионка Австралии (2017, 2019).

## Биография и карьера

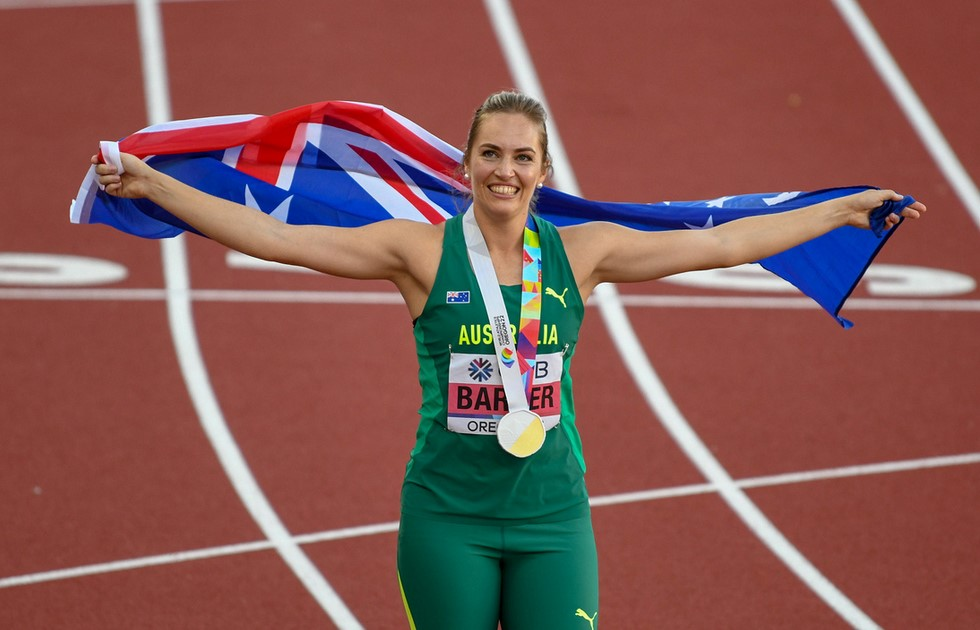
Барбер после победы на чемпионате мира 2022 года

Начала заниматься лёгкой атлетикой во время учёбы в средней школе. В 2009 году занялась метанием копья. С 2013 по 2015 год регулярно была призёром национального первенства Австралии по лёгкой атлетике. Дебютировала на международной арене в 2014 году на Играх Содружества, где завоевала бронзовую медаль с результатом 62,95 м. В 2015 году выступила на чемпионате мира в Пекине, но в финал не прошла, заняв в квалификации 20-е место. В 2016 году на дебютной для себя Олимпиаде в Рио выступила неудачно, не пройдя в финал и заняв в квалификации 28-е место.
На предолимпийском чемпионате мира, который состоялся в Катаре в 2019 году, австралийская спортсменка в метание копья в финале стала первой, показав результат 66,56 м и стала чемпионкой мирового первенства.

## Основные результаты
| Год  | Соревнования            | Место проведения         | Место  | Результат |
| ---- | ----------------------- | ------------------------ | ------ | --------- |
| 2014 | Игры Содружества        | Глазго, Шотландия        | 3      | 62,95 м   |
| 2015 | Чемпионат мира          | Пекин, Китай             | 20 (q) | 60,18 м   |
| 2016 | Летние Олимпийские игры | Рио-де-Жанейро, Бразилия | 28 (q) | 55,25 м   |
| 2017 | Чемпионат мира          | Лондон, Великобритания   | 10     | 60,76 м   |
| 2018 | Игры Содружества        | Голд-Кост, Австралия     | 2      | 63,89 м   |
| 2019 | Чемпионат Океании       | Таунсвилл, Австралия     | 1      | 65,61 м   |
| 2019 | Чемпионат мира          | Доха, Катар              | 1      | 66,56 м   |
| 2021 | Летние Олимпийские игры | Токио, Япония            | 3      | 64,56 м   |